# Medea Jugeli
Medeya "Mzia" Jugeli (em georgiano:  მედეა ჯუღელი, em russo:  Медея Николаевна Джугели; 1 de agosto de 1925 – 8 de janeiro de 2016) foi uma ginasta artística georgiana. Ela competiu nos Jogos Olímpicos de Verão de 1952, terminando dentro do top 15 em todos os eventos da ginástica artística, e ganhando um ouro e uma medalha de prata. Ela ganhou sete títulos nacionais, em 1946, 1947 e 1951-1955. Após se retirar da competição, trabalhou como treinadora de ginástica. Ela morreu em 2016, aos 90 anos.